# Magnano in Riviera
Magnano in Riviera es un municipio italiano situado en el ente de descentralización regional de Udine, en Friuli-Venecia Julia. Tiene una población estimada, a fines de abril de 2024, de 2233 habitantes.

## Evolución demográfica
| Gráfica de evolución demográfica de Magnano in Riviera entre 1861 y 2024 |
|                                                                          |
| Fuente: ISTAT - Elaboración gráfica de Wikipedia                         |